# 蔚竹口乡
未竹口乡，是中华人民共和国湖南省永州市江华瑶族自治县下辖的一个乡镇级行政单位。

## 行政区划
未竹口乡下辖以下地区：
蔚竹口村、黄南口村、黄南寨村、枫木村、桐安村、大鲁桂村、蔚竹冲村、张家洞村、冷水村、马井村、磨刀村和上塘村。